# Liste der denkmalgeschützten Objekte in Bílina
Grundlage dieser Liste der denkmalgeschützten Objekte in Bílina (Okres Teplice) ist die ÚSKP-Liste (Ústřední seznam kulturních památek České republiky, deutsch Zentrale Liste der Kulturdenkmäler der Tschechischen Republik), die von der tschechischen Denkmalschutzbehörde NPÚ (Národní památkový ústav, deutsch Nationale Denkmalbehörde) seit 1987 geführt wird und an die seit dem Jahr 1850 geschaffenen Listen anschließt.

## Denkmalgeschützte Objekte nach Ortsteilen

### Bílina (Bilin-Altstadt)
| Lage                                                                    | Objekt                                  | Beschreibung                                                                                | ÚSKP-Nr.                  | Bild                                   |
| ----------------------------------------------------------------------- | --------------------------------------- | ------------------------------------------------------------------------------------------- | ------------------------- | -------------------------------------- |
| Bílina, Na Zámku 98 (Standort)                                          | Schloss Bílina                          | Schloss Bilin                                                                               | 43131/5-2533 Info Katalog | weitere Bilder                         |
| Bílina, im Schlosspark (Standort)                                       | Slawische Siedlung (Slovanské hradiště) | Reste einer befestigten slawischen Siedlung – archäologische Fundstelle                     | 85718/5-2533 Info Katalog | BW                                     |
| Bílina, Břežánská 50/4, Želivského 51, Ecke Mírového náměstí (Standort) | Rathaus                                 | Rathaus                                                                                     | 103658 Info Katalog       | weitere Bilder                         |
| Bílina, Mírové náměstí (Standort)                                       | Brunnen mit der Statue des Hl. Florian  | Brunnen mit der Statue des Hl. Florian                                                      | 43023/5-2537 Info Katalog | Brunnen mit der Statue des Hl. Florian |
| Bílina, Mírové náměstí (Standort)                                       | Mariensäule                             | Mariensäule                                                                                 | 42298/5-2538 Info Katalog | Mariensäule                            |
| Bílina, Seifertova, Na Zámku (Standort)                                 | Kirche der Heiligen Peter und Paul      | Kirche der Heiligen Peter und Paul                                                          | 43521/5-2536 Info Katalog | weitere Bilder                         |
| Bílina, an der Kirche (Standort)                                        | Bildstock                               | Bildstock an der Peter-Paul-Kirche                                                          | 47669/5-2629 Info Katalog | Bildstock                              |
| Bílina, Na Zámku (Standort)                                             | Statue des Hl. Florian                  | Statue des Hl. Florian                                                                      | 47668/5-2627 Info Katalog | Statue des Hl. Florian                 |
| Bílina, Na Zámku 95/2 (Standort)                                        | Pfarrhaus                               | Pfarrhaus (Erzdechantei)                                                                    | 42576/5-2535 Info Katalog | weitere Bilder                         |
| Bílina, Na Zámku 96/4 (Standort)                                        | Schule                                  | Schule                                                                                      | 43586/5-2534 Info Katalog | Schule                                 |
| Bílina, Tyršova (Standort)                                              | Stadtbefestigung                        | Reste der Stadtbefestigung                                                                  | 54534/5-2555 Info Katalog | Stadtbefestigung                       |
| Bílina, Bílinská Nr. 115 (Standort)                                     | Stadtbefestigung                        | Stadtbefestigung „Hussitenbastei“ (Husitská Bašta), hinter dem Haus Komenského 37/14, siehe | 42726/5-2554 Info Katalog | Stadtbefestigung                       |
| Bílina, Seifertova 12/16 (Standort)                                     | Haus Nr. 12                             | Stadthaus                                                                                   | 42804/5-2550 Info Katalog | Haus Nr. 12                            |
| Bílina, Seifertova 13/14 (Standort)                                     | Haus Nr. 13                             | Stadthaus                                                                                   | 42766/5-2553 Info Katalog | Haus Nr. 13                            |
| Bílina, Seifertova 17/6 (Standort)                                      | Haus Nr. 17                             | Stadthaus                                                                                   | 42791/5-2552 Info Katalog | Haus Nr. 17                            |
| Bílina, Seifertova 19/2 (Standort)                                      | Haus Nr. 19                             | Stadthaus                                                                                   | 43503/5-2551 Info Katalog | Haus Nr. 19                            |
| Bílina, Komenského 26/5 (Standort)                                      | Haus Nr. 26                             | Stadthaus                                                                                   | 43170/5-2557 Info Katalog | Haus Nr. 26                            |
| Bílina, Komenského, Zámecká 33/24 (Standort)                            | Altes Schloss                           | Altes Schloss: Schloss, Tor I und II                                                        | 10802/5-2556 Info Katalog | Altes Schloss                          |
| Bílina, Komenského 34/20 (Standort)                                     | Haus Nr. 34                             | Stadthaus                                                                                   | 43602/5-2559 Info Katalog | Haus Nr. 34                            |
| Bílina, Komenského 36/16 (Standort)                                     | Haus Nr. 36                             | Stadthaus                                                                                   | 42437/5-2558 Info Katalog | Haus Nr. 36                            |
| Bílina, Mírové náměstí 45/10 (Standort)                                 | Haus Nr. 45                             | Stadthaus                                                                                   | 43448/5-2543 Info Katalog | Haus Nr. 45                            |
| Bílina, Mírové náměstí 46/8 (Standort)                                  | Haus Nr. 46, ehem. Hotel “Prag”         | Ehem. Hotel “Prag” (errichtet als Marktgebäude)                                             | 42426/5-2544 Info Katalog | Haus Nr. 46, ehem. Hotel “Prag”        |
| Bílina, Břežánská 49/2, Mírové náměstí (Standort)                       | Haus Nr. 49                             | Stadthaus                                                                                   | 43147/5-2545 Info Katalog | Haus Nr. 49                            |
| Bílina, Mírové náměstí 72/5 (Standort)                                  | Haus Nr. 72                             | Stadthaus                                                                                   | 42971/5-2540 Info Katalog | Haus Nr. 72                            |
| Bílina, Mírové náměstí 87/9 (Standort)                                  | Haus Nr. 87                             | Stadthaus                                                                                   | 43717/5-2539 Info Katalog | Haus Nr. 87                            |
| Bílina, Mírové náměstí 91/17 (Standort)                                 | Haus Nr. 91                             | Stadthaus                                                                                   | 43693/5-2541 Info Katalog | Haus Nr. 91                            |
| Bílina, Mírové náměstí 92/19 (Standort)                                 | Haus Nr. 92, Hotel                      | Hotel zum Löwen                                                                             | 42690/5-2542 Info Katalog | Haus Nr. 92, Hotel                     |

### Mostecké Předměstí (Brüxer Vorstadt)
| Lage                                                        | Objekt                               | Beschreibung | ÚSKP-Nr.                  | Bild                                 |
| ----------------------------------------------------------- | ------------------------------------ | --- | ------------------------- | ------------------------------------ |
| Bílina, Mostecká (Standort)                                 | Statue der Jungfrau Maria Immaculata | Statue der Jungfrau Maria Immaculata | 42858/5-4814 Info Katalog | Statue der Jungfrau Maria Immaculata |
| Bílina, Mostecká (am Friedhof) ()                           | Statue des Hl. Hieronymus            | Statue des Hl. Hieronymus | 43549/5-4815 Info Katalog | Statue des Hl. Hieronymus            |
| Bílina, Kyselská 122(/29), 131, 153/40, 229(/40) (Standort) | Lázně Bílinská Kyselka               | Lázně Bílinská Kyselka (Bad Sauerbrunn): Gebäude des Biliner Sauerbrunn Nr. 122 / Waldcafe Nr. 131 / Badehaus Nr. 153 / Inhalatorium Nr. 229 / Park / Terrasse mit Treppenanlage / Brücke / Altan / Statue F. A. Reuss | 42883/5-2560 Info Katalog | Lázně Bílinská Kyselka               |

### Pražské Předměstí (Prager Vorstadt)
| Lage                       | Objekt                   | Beschreibung             | ÚSKP-Nr.                  | Bild                     |
| -------------------------- | ------------------------ | ------------------------ | ------------------------- | ------------------------ |
| Bílina, Pražská (Standort) | Statue des Hl. Sebastian | Statue des Hl. Sebastian | 42638/5-2549 Info Katalog | Statue des Hl. Sebastian |

### Teplické Předměstí (Teplitzer Vorstadt)
| Lage                                              | Objekt   | Beschreibung   | ÚSKP-Nr.                  | Bild           |
| ------------------------------------------------- | -------- | -------------- | ------------------------- | -------------- |
| Bílina, Litoměřická 1/34, 2/2, Nr. 228 (Standort) | Brauerei | Ehem. Brauerei | 42403/5-2546 Info Katalog | weitere Bilder |

### Újezdské Předměstí (Ujester Vorstadt)
| Lage                                   | Objekt                                                    | Beschreibung                                                                             | ÚSKP-Nr.                  | Bild           |
| -------------------------------------- | --------------------------------------------------------- | ---------------------------------------------------------------------------------------- | ------------------------- | -------------- |
| Bílina-Újezd, Petra Bezruče (Standort) | Kirche Mariä Verkündigung (Kostel Zvěstování Panny Marie) | Kirche Mariä Verkündigung (Spitalkapelle)                                                | 43605/5-2547 Info Katalog | weitere Bilder |
| Bílina-Újezd, Petra Bezruče ()         | Kruzifix                                                  | Kruzifix bei der Kirche - Holzkreuz, jetzt zerstört. Denkmalschutz seit 2009 aufgehoben. | 54533/5-2548 Info Katalog | weitere Bilder |
| Bílina-Újezd, am Bořeň (Standort)      | Archäologische Siedlung am Bořeň                          | Ehem. Siedlung am Bořeň – archäologische Fundstelle                                      | 42358/5-2561 Info Katalog | BW             |

### Chudeřice (Kutterschitz)
| Lage                        | Objekt                            | Beschreibung                                        | ÚSKP-Nr.                  | Bild                              |
| --------------------------- | --------------------------------- | --------------------------------------------------- | ------------------------- | --------------------------------- |
| Bílina-Chudeřice (Standort) | Wasserturm der Glashütte Splintex | Wasserturm der ehem. Glashütte Splintex, parc. 59/1 | 49750/5-5858 Info Katalog | Wasserturm der Glashütte Splintex |